# Гай Ауфидий Викторин (консул 183 года)
Гай Ауфидий Викторин (лат. Gaius Aufidius Victorinus) — римский политический деятель первой половины II века.
Викторин происходил из умбрийского города Пизавр. Он обучался у Марка Корнелия Фронтона. Во время этого подружился с будущим императором Марком Аврелием. В 155 году Викторин занимал должность консула-суффекта. В 162—166 годах в качестве легата пропретора он руководил провинцией Верхняя Германия. Во время исполнения своих полномочий Викторин защищал границы империи от нападений племени хаттов. В 166—167 годах он сопровождал императоров Марка Аврелия и Луция Вера в Маркоманской войне, за участие в которой получил военные награды. В 168—169 годах Викторин находился на посту легата пропретора провинции Дакия, в 170—171 годах управлял Бетикой, в 171—172 годах — Ближней Испанией. Между 173 и 175 годом он был проконсулом Африки. В 177—179 годах Викторин управлял Сирией в качестве легата пропретора. В 179—183 годах был префектом Рима. В 183 году Викторин занимал должность ординарного консула вместе с императором Коммодом. Он скончался около 185 года.
Супругой Викторина была дочь Марка Корнелия Фронтона Гратия. В их браке родились двое сыновей: консул 200 года Гай Ауфидий Викторин и консул 199 года Марк Ауфидий Фронтон.